# 拉辰多夫
拉辰多夫是奥地利施蒂利亚州拉德克斯堡县的一个市镇。总面积10.39平方公里，总人口613人，人口密度59.0人/平方公里（2005年）。